# 威尼斯—鄂圖曼戰爭
威尼斯－鄂圖曼战争（Ottoman–Venetian wars），发生威尼斯共和国与土耳其奥斯曼帝国之间的一系列战争。战争影响了欧洲传统的香料贸易路线，激发了欧洲人寻找通往东方的新航线。戰爭對交戰兩國都造成了深遠的影響：威尼斯共和國在戰爭中陸續的失去其在地中海上的重要基地，因而失去了地中海強權的地位。另一方面，雖然鄂圖曼帝國獲得了勝利，卻也因此長期地消耗了人力物力，其最後佔有的地中海航路也失去傳統的商業價值，而成為其日後衰落的因素之一。
- 塞萨洛尼基戰爭（1423年－1430年），塞萨洛尼基被土耳其占领。
- 第一次威尼斯土耳其战争（1463年－1479年），黑桥公國（Lordship of Negroponte）、基克拉泽斯、利姆诺斯岛 和威屬阿爾巴尼亞（Albania Veneta）被土耳其占领。
- 第二次威尼斯土耳其战争（1499年－1503年），更多的爱琴海岛屿和在摩里亚 (伯罗奔尼撒)的威尼斯领土被土耳其占领。
- 第三次威尼斯土耳其战争（1537年－1540年），更多的爱琴海岛屿，和全部摩里亚 (伯罗奔尼撒)的威尼斯领土被土耳其占领。
- 第四次威尼斯土耳其戰爭（1570年－1573年），1571年10月，威尼斯、西班牙和罗马教皇的联合舰队在勒班陀海战中击败土耳其舰队，但是第二年土耳其舰队卷土重来，战胜威尼斯舰队。1573年，威尼斯割让塞浦路斯。
- 第五次威尼斯土耳其战争（1645年－1669年），克里特岛被土耳其占领。
- 第六次威尼斯土耳其战争（1684年－1699年），威尼斯与奥地利、波兰、俄罗斯结成“神圣同盟”，夺回摩里亚 (伯罗奔尼撒)。
- 第七次威尼斯土耳其战争（1714年－1718年），1714年，土耳其军队反攻摩里亚，威尼斯与西班牙、葡萄牙和奥地利联合抗击土耳其。1718年，经英国和荷兰调解双方媾和。威尼斯放弃摩里亚，但是获得阿尔巴尼亚和达尔马提亚部分地区。